# Aeroportul Kenora
Aeroportul Kenora (IATA: YQK, ICAO: CYQK) este un aeroport din Ontario, Canada ce deservește zona Kenora⁠(d). A fost numit după zona deservită.
Situat la o altitudine de 410 m, aeroportul dispune de o singură pistă.